# Frontilabrus caeruleus
Frontilabrus caeruleus är en fiskart som beskrevs av Randall och Condé, 1989. Frontilabrus caeruleus ingår i släktet Frontilabrus och familjen läppfiskar. IUCN kategoriserar arten globalt som otillräckligt studerad. Inga underarter finns listade i Catalogue of Life.